# Інститут Йозефа Стефана
Інститут Йозефа Стефана (словен. Institut «Jožef Stefan») — найбільший науково-дослідний інститут Словенії. Основними напрямами досліджень є фізика, хімія, молекулярна біологія, біотехнології, інформаційні технології, фізика реакторів, енергетика та навколишнє середовище. На початку 2013 року в інституті працювало 962 співробітники, з них 404 — кандидати наук.
Місія Інституту Йожефа Стефана полягає у накопиченні та розповсюдженні знань на рубежах природознавства та технологій на благо суспільства в цілому шляхом здобуття освіти, навчання, досліджень та розвитку високих технологій на найвищих міжнародних рівнях. досконалість.

## Історія
Інститут був заснований Управлінням державної безпеки (Югославія) в 1949 році для досліджень атомної зброї. Спочатку в 1948 році був створений Ядерний інститут Вінчі в Белграді, за ним — Інститут Руджера Бошковича в Загребі в 1950 році та Інститут Йожефа Стефана як Інститут фізики Словенської академії наук і мистецтв. Він названий на честь видатного фізика 19 століття Йозефа Стефана (словен. Jožef Stefan), найбільш відомий своїми роботами над законом Стефана — Больцмана про випромінювання чорного тіла.
Бере участь у широкому діапазоні наукових та економічних інтересів. Після майже 60 років наукових досягнень інститут став частиною іміджу Словенії.
За останні 60 років він створив низку важливих установ, таких як Університет Нової Гориці, Міжнародна аспірантура Йожефа Стефана та Люблянський технологічний парк.

## Відділи
- Фізика
  - F1 Теоретична фізика [Архівовано 22 квітня 2020 у Wayback Machine.]
  - F2 Фізика низьких та середніх енергій [Архівовано 7 березня 2016 у Wayback Machine.]
  - F3 Тонкі плівки та поверхні [Архівовано 1 травня 2021 у Wayback Machine.]
  - F4 Поверхнева інженерія та оптоелектроніка
  - F5 Фізика конденсованої речовини
  - F7 Складна справа
  - F8 Фізика реактора [Архівовано 24 березня 2017 у Wayback Machine.]
  - F9 Experimental Particle Physics
- Хімія та біохімія
  - B1 Біохімія та молекулярна біологія
  - B2 Молекулярні та біомедичні науки
  - B3 Біотехнологія [Архівовано 16 жовтня 2007 у Wayback Machine.]
  - K1 Неорганічна хімія та технологія [Архівовано 19 лютого 2012 у Wayback Machine.]
  - K3 Фізична та органічна хімія
  - Електронна кераміка K5 [Архівовано 29 квітня 2021 у Wayback Machine.]
  - K6 Інженерна кераміка
  - K7 Наноструктуровані матеріали [Архівовано 1 травня 2021 у Wayback Machine.]
  - K8 Синтез матеріалів K8
  - K9 Advanced Materials [Архівовано 25 вересня 2006 у Wayback Machine.]
  - O2 Екологічні науки
- Електроніка та інформаційні технології
  - E1 Автоматизація, біокібернетика та робототехніка [Архівовано 22 березня 2009 у Wayback Machine.]
  - E2 Системи та управління
  - E3 Штучний інтелект [Архівовано 4 березня 2011 у Wayback Machine.]
  - E5 Відкриті комп'ютерні системи та мережі [Архівовано 7 березня 2022 у Wayback Machine.]
  - E6 Системи зв'язку [Архівовано 5 квітня 2016 у Wayback Machine.]
  - E7 Комп'ютерні системи [Архівовано 21 квітня 2017 у Wayback Machine.]
  - E8 Технології знань [Архівовано 31 березня 2022 у Wayback Machine.]
  - E9 Інтелектуальні системи [Архівовано 23 квітня 2022 у Wayback Machine.]
- Реакторна техніка та енергетика
  - R4 Реакторна техніка [Архівовано 1 травня 2021 у Wayback Machine.]
- Центри
  - Центр передачі знань з інформаційних технологій [Архівовано 20 березня 2012 у Wayback Machine.]
  - Centre for Electron Microscopy
  - Energy Efficiency Centre
  - Центр мережевої інфраструктури [Архівовано 17 січня 2009 у Wayback Machine.]
  - Milan Čopič Nuclear Training Centre
  - Центр інфраструктури реактора [Архівовано 29 квітня 2021 у Wayback Machine.]
  - Бібліотека Науково-інформаційного центру [Архівовано 29 квітня 2021 у Wayback Machine.]
  - Центр трансферу технологій та інновацій [Архівовано 29 квітня 2021 у Wayback Machine.]

## Кампуси
Інститут має приміщення у двох місцях. Основні об'єкти та штаб-квартира розташовані на вулиці Ямова 39 у Любляні, інше місце — реакторний центр Інституту в Подгориці, розташований у Бріньє, Дол при Любляні, поблизу Любляни.

## Дослідницький реактор

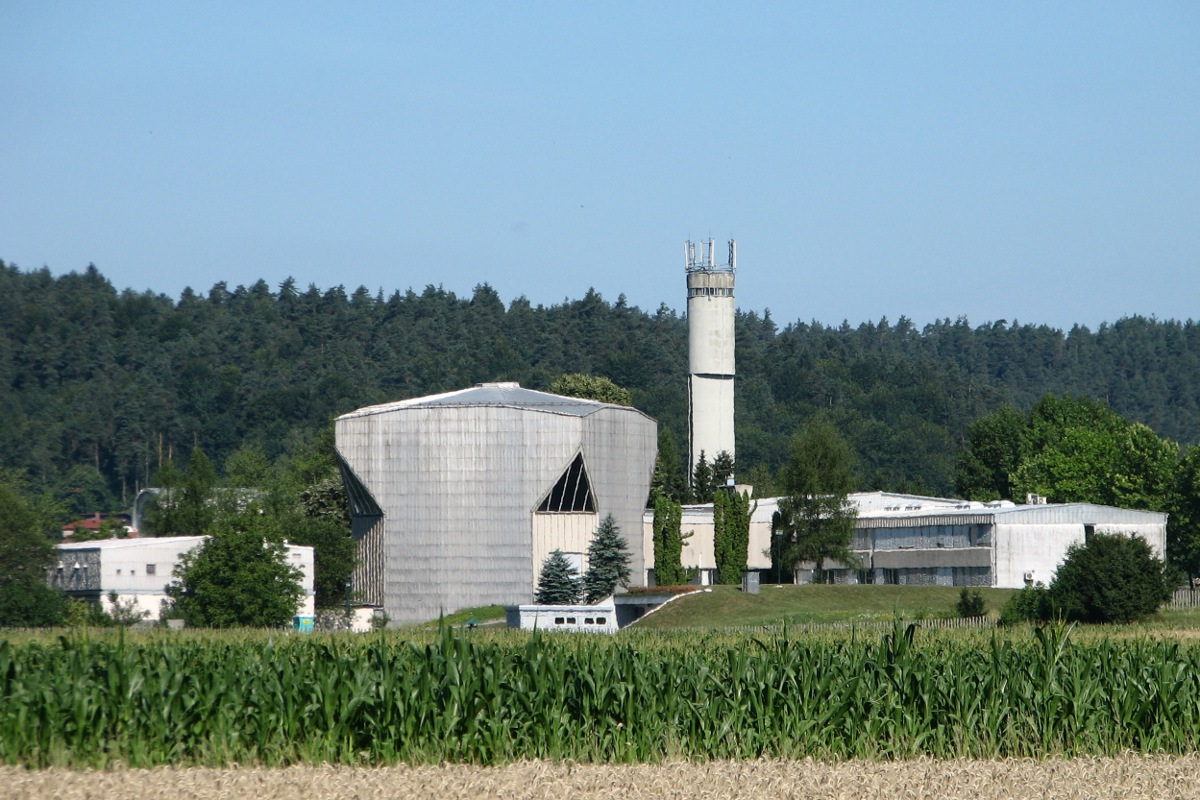
Реакторний центр Подгориці в Бріньє

В реакторському центрі інституту в Подгориці знаходиться дослідний реактор басейнового типу. Реактор General Atomics TRIGA Mark II розрахований на номінальну теплову потужність 250 кВт. Реактор був вперше ліцензований в 1966 році, і, як очікується, він продовжить роботу принаймні до 2030-х років.
Центральне сховище радіоактивних відходів Словенії розташоване на реакторній установці інституту. Цей об'єкт використовується для зберігання твердих радіоактивних відходів низького та середнього рівня від Подгорицького реакторного центру та інших неінституційних малих виробників відходів, таких як медичне, дослідницьке та промислове застосування іонізуючого випромінювання.

## Підбір онлайн-послуг від інституту
- Відеолекції. [Архівовано 29 квітня 2021 у Wayback Machine.] Мережа [Архівовано 29 квітня 2021 у Wayback Machine.] Збірник відеофільмів наукових подій
- AnswerArt [Архівовано 5 листопада 2011 у Wayback Machine.] Question Система відповідей
- Searchpoint [Архівовано 26 серпня 2011 у Wayback Machine.] контекстна Web Search